# Гусман, Хуан Антонио
Хуан Антонио Гусман Батиста (исп. Juan Antonio Guzmán Batista; 21 августа 1951, Сантьяго, Доминиканская Республика — май 2021, Нью-Йорк, США) — доминиканский боксёр-профессионал, выступавший в первой наилегчайшей весовой категории. Чемпион мира (1976) по версии WBA.

## Биография
Родился в 1951 году в Сантьяго-де-лос-Трейнта-Кабальерос. Начал выступать как боксёр-любитель в начале 1970-х годов и после первых успехов перешёл в профессиональный бокс. Дебютный поединок как профессионал провёл в возрасте 21 лет и 6 месяцев, 20 января 1973 года, в клубе Kid 22-22 в Моке против Франсиско Гомеса по прозвищу Ла Вьеха. За первые три года профессиональных выступлений не потерпел ни одного поражения, одержав 23 победы (18 из них нокаутом) и заработав прозвище Маленький Формен (англ. Little Foreman).
К 1976 году Гусман считался одним из ведущих профессиональных боксёров в первом наилегчайшем весе и получил право на бой за звание чемпиона мира по версии WBA против действующего чемпиона Хайме Риоса. Встреча состоялась на родине Гусмана, в Доминиканской Республике, во Дворце спорта Санто-Доминго 2 июля 1976 года. Бой продолжался все 15 раундов и окончился неединогласным решением судейской бригады — один судья отдал победу Риосу, а двое Гусману. Последний, таким образом, стал вторым чемпионом мира по боксу среди профессионалов после Карлоса (Тео) Круса, завоевавшего титул в 1968 году.
Гусману не удалось отдохнуть после победного боя: его менеджер тут же отправился в Японию вести переговоры о следующем поединке. В качестве претендента на мировой титул выступил молодой японский боксёр Ёко Гусикэн, к тому моменту одержавший 8 побед и не потерпевший ни одного поражения. Новый бой за первенство мира состоялся в Кофу (Япония) уже 10 октября 1976 года, через три месяца после предыдущего. Гусман сумел противостоять сопернику на протяжении семи раундов, но затем дала себя знать усталость и японец победил нокаутом.
После поражения Гусман на год оставил ринг, но затем вернулся в надежде снова бороться за чемпионский титул. Однако за дальнейшую карьеру ему не удалось ни встретиться вновь с Гусикэном, ни получить права на матч за первенство мира. Он окончил карьеру в 1982 году после поражений от своего соотечественника, будущего чемпиона мира Элеонсио Мерседеса и именитого чилийца Мартина Варгаса. Всего за время выступлений Гусман одержал 26 побед (из них 20 нокаутом) и потерпел 8 поражений.
В дальнейшем работал тренером в известной школе бокса Gleason's Gym в Бруклине. Тренировал спортсменов в весовых категориях до 140, 147, 154, 160 и 175 фунтов. Безрезультатно пытался организовать новую боксёрскую школу на Верхнем Манхэттене. В 1995 году имя Хуана Гусмана было внесено в списки Павильона спортивной славы Доминиканской Республики.
Проживал в Бронксе (Нью-Йорк) с подругой-афроамериканкой, которая умерла в конце 2010-х годов. По свидетельству сестры, Лоренсы Гусман, в конце 2020 года Хуан впал в депрессию, перестав получать пенсию, причитающуюся ему как члену Павильона спортивной славы Доминиканской Республики. В субботу 8 мая 2021 года был найден мёртвым в своей квартире после того как соседи, обеспокоенные запахом разложения, вызвали полицию. По-видимому, смерть наступила за несколько дней до этого. Её причиной стал обширный инфаркт миокарда.